# Renata Měřínská
Renata Měřínská (roz. Vondrášková) (* 14. dubna 1956 Kraslice) je bývalá československá a česká zápasnice – judistka.

## Sportovní kariéra
S judem začínala v Ústí nad Labem kam se s rodiči přestěhovala z rodných Kraslic. Jejím prvním trenérem byl Václav Hölzl. V roce 1970 se s rodiči přestěhovala do Olomouce, kde nejprve hostovala za přerovský klub TJ Meochema. Od roku 1972 byla členkou nově vzniklého judistického odboru při TJ Slovanu Černovír. Po maturitě na gymnáziu byla přijata na lékařskou fakultu Univerzity Palackého. V Olomouci však neměla adekvátní podmínky pro přípravu, proto dojížděla do ostravského Baníku za osobní trenérkou Evou Klementovou (Pokiserovou).
V roce 1983 přestoupila do hradeckého Spartaku, kde Pavel Babka a František Bureš soustředili nejlepší československé judistky a potenciální reprezentantky. Sama však již Československo reprezentovala v roce 1976 na druhém mistrovství Evropy v rakouské Vídni, kde skončila na 5. místě.
Po skončení sportovní kariéry počátkem 90. let dvacátého století se působila jako instruktorka v České Skalici.

### Výsledky
| Turnaj             | 1976 | 1977 | 1978 | 1979 | 1980 | 1981 | 1982 | 1983 | 1984 | 1985 | 1986 |
| Turnaj             | 20   | 21   | 22   | 23   | 24   | 25   | 26   | 27   | 28   | 29   | 30   |
| Turnaj             | −66  | −66  | −66  | −66  | −66  | −66  | −66  | −66  | −66  | −66  | −66  |
| ------------------ | ---- | ---- | ---- | ---- | ---- | ---- | ---- | ---- | ---- | ---- | ---- |
| Mistrovství světa  |      |      |      |      | —    |      | —    |      | úč.  |      | —    |
| Mistrovství Evropy | 5.   | —    | —    | —    | —    | —    | —    | —    | —    | —    | úč.  |

### Mistrovství světa
| Olympijské hry a mistrovství světa | Olympijské hry a mistrovství světa | Olympijské hry a mistrovství světa | Olympijské hry a mistrovství světa | Olympijské hry a mistrovství světa | Olympijské hry a mistrovství světa | Olympijské hry a mistrovství světa | Olympijské hry a mistrovství světa |
| Kolo                               | Výsledek                           | Bilance                            | Soupeř                             | Výsledek                           | Datum                              | Turnaj                             | Místo                              |
| 1984 Mistrovství světa do 66 kg    | 1984 Mistrovství světa do 66 kg    | 1984 Mistrovství světa do 66 kg    | 1984 Mistrovství světa do 66 kg    | 1984 Mistrovství světa do 66 kg    | 1984 Mistrovství světa do 66 kg    | 1984 Mistrovství světa do 66 kg    | 1984 Mistrovství světa do 66 kg    |
| ---------------------------------- | ---------------------------------- | ---------------------------------- | ---------------------------------- | ---------------------------------- | ---------------------------------- | ---------------------------------- | ---------------------------------- |
| čtvrtfinále                        | prohra                             | 2-1                                | Elisabeth Karlssonová (SWE)        | ?                                  | 10. listopadu 1984                 | Mistrovství světa                  | Vídeň, Rakousko                    |
| 1/16                               | vítězství                          | 2-0                                | Carmen Bellónová (ESP)             | ?                                  | 10. listopadu 1984                 | Mistrovství světa                  | Vídeň, Rakousko                    |
| 1/32                               | vítězství                          | 1-0                                | Astrid Schreiberová (SUI)          | ?                                  | 10. listopadu 1984                 | Mistrovství světa                  | Vídeň, Rakousko                    |

### Mistrovství Evropy
| Mistrovství Evropy               | Mistrovství Evropy               | Mistrovství Evropy               | Mistrovství Evropy               | Mistrovství Evropy               | Mistrovství Evropy               | Mistrovství Evropy               | Mistrovství Evropy               |
| Kolo                             | Výsledek                         | Bilance                          | Soupeř                           | Výsledek                         | Datum                            | Turnaj                           | Místo                            |
| 1986 Mistrovství Evropy do 66 kg | 1986 Mistrovství Evropy do 66 kg | 1986 Mistrovství Evropy do 66 kg | 1986 Mistrovství Evropy do 66 kg | 1986 Mistrovství Evropy do 66 kg | 1986 Mistrovství Evropy do 66 kg | 1986 Mistrovství Evropy do 66 kg | 1986 Mistrovství Evropy do 66 kg |
| -------------------------------- | -------------------------------- | -------------------------------- | -------------------------------- | -------------------------------- | -------------------------------- | -------------------------------- | -------------------------------- |
| 1/16                             | prohra                           | 2-3                              | Anita Stapsová (NED)             | ?                                | 15. března 1986                  | Mistrovství Evropy               | Londýn, Spojené království       |
| 1976 Mistrovství Evropy do 66 kg |                                  |                                  |                                  |                                  |                                  |                                  |                                  |
| o 3. místo                       | prohra                           | 2-2                              | Laura Di Tomaová (ITA)           | jusei-gači                       | 11. prosince 1976                | Mistrovství Evropy               | Vídeň, Rakousko                  |
| semifinále                       | prohra                           | 2-1                              | Jocelyne Triadouová (FRA)        | jusei-gači                       | 11. prosince 1976                | Mistrovství Evropy               | Vídeň, Rakousko                  |
| čtvrtfinále                      | vítězství                        | 2-0                              | Sigrid Kröhnkeová (FRG)          | juko                             | 11. prosince 1976                | Mistrovství Evropy               | Vídeň, Rakousko                  |
| 1/16                             | vítězství                        | 1-0                              | Milena Stoparová (YUG)           | ippon                            | 11. prosince 1976                | Mistrovství Evropy               | Vídeň, Rakousko                  |